# Анн Казимир Пірам Декандоль
Анн Казимир Пірам Декандоль (фр. Anne Casimir Pyramus de Candolle або фр. Casimir de Candolle, 20 лютого 1836 — 3 жовтня 1918) — швейцарський ботанік.

## Біографія
Анн Казимир Пірам Декандоль народився у Женеві 20 лютого 1836 року. Він був сином Альфонса Декандоля.
Він займався вивченням хімії, фізики та математики у Парижі, а потім перебував у Англії. Повернувшись до Женеви, Анн Казимир Пірам Декандоль став учнем свого батька.
Він був зацікавлений насамперед у вивченні квіткових рослин. У своїй роботі з систематики рослин Декандоль брав за основу такі анатомічні критерії, як будова стебла або розташування листків.
У своїх експериментах в області фізіології Анн Казимир Пірам Декандоль вивчав рух листя, скручування вусиків, вплив ультрафіолетових променів на створення квіток, вплив низьких температур на проростання насіння. Він зробив значний внесок у ботаніку, описавши багато видів насіннєвих рослин.
Анн Казимир Пірам Декандоль помер у кантоні Женева 3 жовтня 1918 року.

## Наукова діяльність
Анн Казимир Пірам Декандоль спеціалізувався на насіннєвих рослинах.